# Білоруський посольський клуб

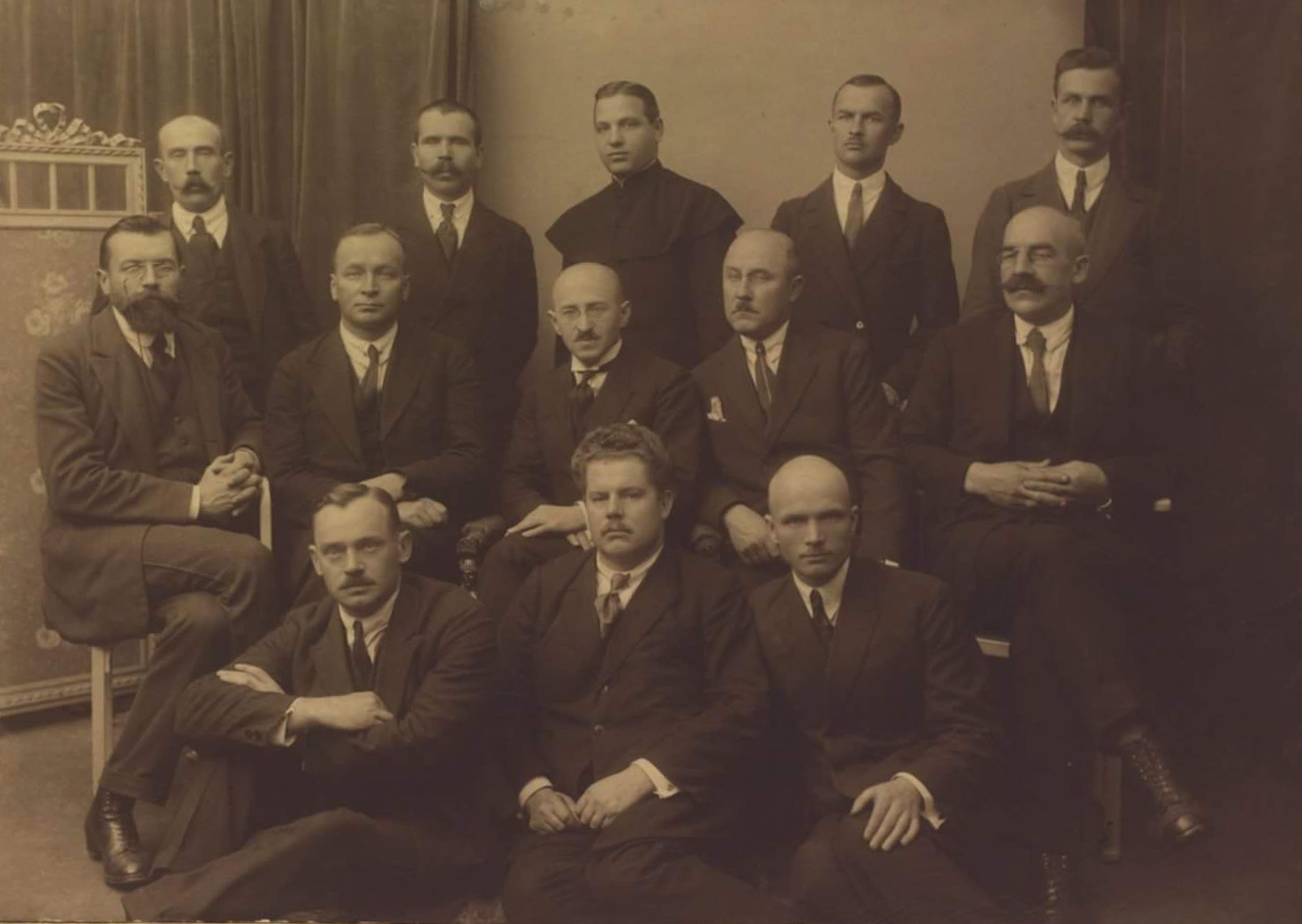
Білоруський посольський клуб. Сидять (зліва направо): у 1-му ряду — А. Овсяник, Ф. Яремич, П. Волошин; у 2-му — В. Богданович, М.Коханович, Б. Тарашкевич, О. Назаревський, О. Власов; стоять: В. Рогуля, С. Якавюк, А. Станкевич, С. Рак-Михайловський, П.Мятла. Варшава. 1923.

Білоруський посольський клуб — білоруська фракція в парламенті Польської республіки в 1922—1927 і 1928—1930 роках.
Створений у листопаді 1922. Спершу членами БПК були 11 депутатів (послів) сейму (Антон Овсяник, Сергій Баран, Володимир Каліновський (пізніше його замінив Павло Волошин), Михайло Коханович, Петро Мятла, Василь Рогуля, Симон Рак-Михайловський, ксьондз Адам Станкевич, Броніслав Тарашкевич, Симон Якавюк і Фабіан Яремич) і 3 сенатори (В'ячеслав Богданович, Олексій Назаревський, Олександр Власов). У процесі своєї діяльності клуб відстоював соціальні і національні права білоруського населення у Польщі. Спочатку займав лояльну позицію у відношенні до польського уряду, але у середині 1923 перейшов у опозицію; допускав тактичну взаємодію з польськими лівими і центристськими партіями. 24 червня 1925 через тактичні розбіжності у БПК відбувся розкол. Посли сейму Броніслав Тарашкевич, Симон Рак-Михайловський, Павло Волошин і Петро Мятла створили окремий посольський клуб Білоруської селянсько-робітничої громади. Депутати, які залишилися в БПК, займали опозиційне становище відносно посольського клубу БСРГ і польського уряду.
Після нових виборів у березні 1928 БПК був створений повторно у складі 4 депутатів сейму (Павло Каруза, Альбін Степович, Костянтин Юхневич і Фабіан Яремич) і 2 сенаторів (В'ячеслав Богданович і Василь Рогуля). У березні — листопаді 1928 був автономною частиною об'єднаного Українсько-білоруського клубу, потім діяв самостійно. У парламенті діяв паралельно з прокомуністичним білоруським селянсько-робітничим посольським клубом «Змаганне», з яким вів гостру ідеологічну боротьбу. У різниц час БПК очолювали Броніслав Тарашкевич (1922 — 1924), Василь Рогуля (1924—1925), Фабіан Яремич (1925—1927, 1928—1930).